# White Triplex Special
La White Triplex Special (nota anche come Spirit of Elkdom) è stata una vettura da record che fu detentrice del primato assoluto di velocità su terra.

## Origini
Durante gli anni venti, il record di velocità terrestre era conteso fra tre piloti britannici, Malcolm Campbell, Henry Segrave e J. G. Parry-Thomas.
L'ultimo statunitense a segnare un record era stato Ralph De Palma, nel 1919. Il ricco Jim White, di Filadelfia, decise di costruire una vettura da record per riportare il primato agli Stati Uniti.

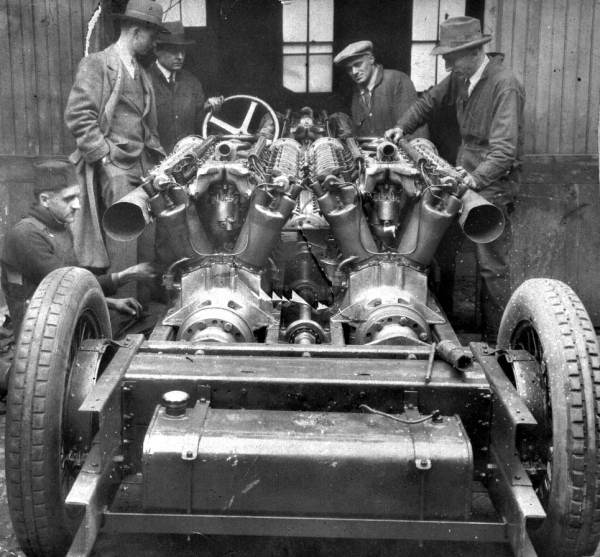
Vista posteriore della vettura, con in evidenza due dei tre motori Liberty.

## La tecnica
Al contrario delle vetture britanniche, che avevano un solo motore, la White Triplex Special venne equipaggiata con tre motori aeronautici Liberty L-12, dei V12 da 27.027 cm³ ciascuno, uno posto anteriormente e due sul retro della vettura. La cilindrata complessiva era di 81.188 cm³, la potenza erogata di circa 1200-1500 CV. La meccanica era semplice, i tre motori erano collegati direttamente all'assale, non c'erano né frizione né cambio. Il telaio, dal disegno lineare e robusto, era progettato appositamente per sostenere il peso dei motori. Il design era minimale, con la carrozzeria dalle linee squadrate che copriva solo metà vettura lasciando i due motori posteriori completamente scoperti.

## Problemi di omologazione
Le vetture che volevano provare a conquistare il record di velocità dovevano rispettare un preciso regolamento per ottenere l'omologazione. In particolare, la vettura doveva avere la possibilità di muoversi anche in retromarcia, cosa che la White Triplex Special, priva di cambio, non poteva fare. Per risolvere il problema, White si rivolse al suo meccanico, che ebbe l'idea di montare un motore elettrico che, collegato ad una ruota, avrebbe avuto l'unico scopo di muovere indietro la vettura. Data la mancanza di frizione, i tre motori non potevano essere scollegati dalle ruote anche solo momentaneamente, quindi il motore elettrico così montato avrebbe dovuto non solo muovere la vettura, ma anche vincere il freno motore dei tre grossi Liberty. Alla fine si decise di collegare il motore elettrico ad un assale provvisorio, montato a sbalzo dietro la vettura, che poteva essere abbassato e garantiva in tal modo la possibilità di retromarcia. Tale soluzione era provvisoria, e ottenuta l'omologazione, il sistema venne smontato per il tentativo di record vero e proprio.

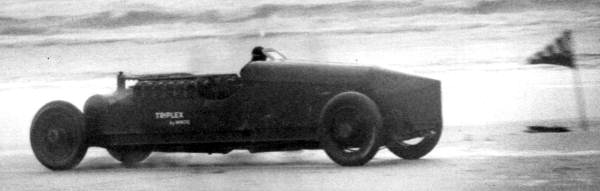
Lee Bible sulla White Triplex Special.

## Il record

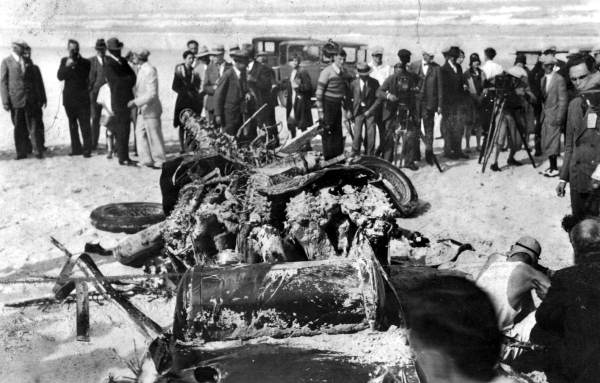
I resti della vettura dopo l'incidente del 13 marzo 1929.

Al momento di scegliere il pilota, la scelta di White cadde sull'allora ventottenne Ray Keech. Di altezza e stazza imponente, a White sembrava l'uomo giusto per governare la potente vettura. Keech, che aveva una discreta esperienza come pilota automobilistico, venne pagato una notevole somma per il tentativo. Il record in quel momento era in mano a Henry Segrave, che con la sua Sunbeam 1000 HP era riuscito a superare il muro della 200 mph, raggiungendo le 203,98 mph (327,98 km/h).
L'occasione per batterlo fu il 26º Meeting annuale di Daytona Beach, che iniziò nel mese di febbraio del 1928.
In quell'occasione erano presenti le tre principali candidate alla conquista del record, la Blue Bird III di Campbell, la Stutz Black Hawk Special dello statunitense Frank Lockhart e la stessa White Triplex Special. Il primo a tentare fu Campbell, che il 19 febbraio si riprese il record, segnando una velocità di 206,95 mph (333,05 km/h).
Durante le prime prove, Keech rimase più volte ustionato dalle fiamme provenienti dagli scarichi del motore anteriore e dalla manichetta di un radiatore.
Il record fu conquistato il 22 aprile, quando Keech registrò una media di 207,55 mph (334,95 km/h). Tre giorni dopo, fu Lockart a tentare il record, ma rimase ucciso nel tentativo..

## L'ultimo tentativo
Il record di Keech rimase imbattuto per oltre un anno, fino all'11 marzo del 1929 quando Segrave lo superò a bordo del KLG Golden Arrow, sempre a Daytona Beach. White, allora, contattò nuovamente Keech, che stavolta rifiutò l'offerta ritenendo la vettura troppo pericolosa. In mancanza di un pilota professionista venne assunto un meccanico del luogo, Lee Bible. Nato il 26 maggio 1887, l'unica esperienza da pilota di Bible erano un quarto di miglio percorso su un circuito da dirt track.
Il 13 marzo, sulla stessa spiaggia, ebbe luogo il nuovo tentativo. Secondo il regolamento, il pilota doveva riuscire a compiere due passaggi, un'andata e un ritorno, in meno di un'ora. La media delle due velocità registrate sarebbe stata quella valida per il record. Durante il primo passaggio, Bible registrò una velocità di 186 mph (299,274 km/h), sotto il record di Segrave. Al secondo passaggio, Bible riuscì a portare la White Triplex Special fino a 202 mph (325,018 km/h).
Poco oltre la linea di rilevamento, la vettura deviò improvvisamente, forse a causa di un rilascio troppo rapido dell'acceleratore da parte di Bible, che non riuscì più a governare il mezzo. La White Triplex Special, oramai fuori controllo, proseguì per circa 300 metri schiantandosi poi contro delle dune e sbalzando fuori il corpo, ormai senza vita, del pilota. Dopo l'urto, le vettura continuò a rotolare per altri 600 metri, investendo Charles Traub, un cameraman che rimase ucciso sul colpo. All'incidente assistette anche lo stesso Segrave, che rimase talmente sconvolto da rinunciare ai record su terra, per orientarsi a quelli sull'acqua.